# Lontano che vai
Lontano che vai, è il settimo album di Sergio Caputo, pubblicato nel 1989 dall'etichetta discografica CGD.

## Descrizione
Questo fu il primo album che Caputo pubblicò dopo la sua seconda partecipazione al Festival di Sanremo, nel quale arrivò ultimo, e rappresenta un'evoluzione nel suo stile musicale, mescolando jazz e pop con testi ironici e riflessivi. L'album include nove tracce, tra cui Dammi un po' di più e Lontano che vai, che sono esempi della sua capacità di raccontare storie attraverso la musica.
La registrazione dell'album è durata quattro mesi, da novembre 1988 a febbraio 1989, e ha coinvolto diversi collaboratori, come il sassofonista Mel Collins e il bassista Marco Micheli. 

## Tracce
CD (CGD, CGD 24 6178-2)
1. Dammi un po' di più – 4:47
2. Bum! – 4:05
3. Foschia – 4:25
4. Rifarsi una vita – 4:19
5. Boleros – 4:36
6. Lontano che vai – 4:20
7. Disneyland – 3:26
8. L'alligatore Gianni – 4:47
9. Il bimbo ha quarant'anni – 4:04

Durata totale: 38:49

## Formazione
- Sergio Caputo – voce, cori, programmazione, batteria elettronica
- Peter Weihe – chitarra
- Franco Cristaldi – basso
- Beppe Sciuto – spazzola
- Roberto Zanaboni – tastiera, pianoforte
- Marco Micheli – basso, contrabbasso
- Mel Collins – sassofono
- Tiziana Ghiglioni, Deborah Dalfovo – cori[1]